# Fårösunds landskommun
Fårösunds landskommun var en tidigare kommun på norra delen av Gotland.

## Administrativ historik
Vid kommunreformen 1952 gjordes en sammanläggning av kommunerna Bunge, Fleringe, Fårö och Rute, och utgjorde därmed en så kallad storkommun. Den 1 januari 1964 överfördes till Fårösunds landskommun och Rute församling från Lärbro landskommun och Hellvi församling ett obebott område omfattande en areal av 0,01 kvadratkilometer land.
1 januari 1971 bildades enhetskommunen Gotlands kommun, varvid de gamla kommunerna och Gotlands läns landsting upplöstes. När Fårösunds landskommun upplöstes hade den 2 513 invånare.

### Judiciell tillhörighet
I judiciellt hänseende tillhörde landskommunen Gotlands domsaga och Gotlands domsagas tingslag.

### Kyrklig tillhörighet
I kyrkligt hänseende tillhörde landskommunen församlingarna Bunge, Fleringe, Fårö och Rute.

## Heraldiskt vapen
Landskommunen saknade vapen.

## Geografi
Fårösunds landskommun omfattade den 1 januari 1952 en areal av 318,32 km², varav 301,44 km² land.

### Tätorter i kommunen 1960
I Fårösunds landskommun fanns tätorten Fårösund, som hade 1 210 invånare den 1 november 1960. Tätortsgraden i kommunen var då 40,7 procent.

## Näringsliv

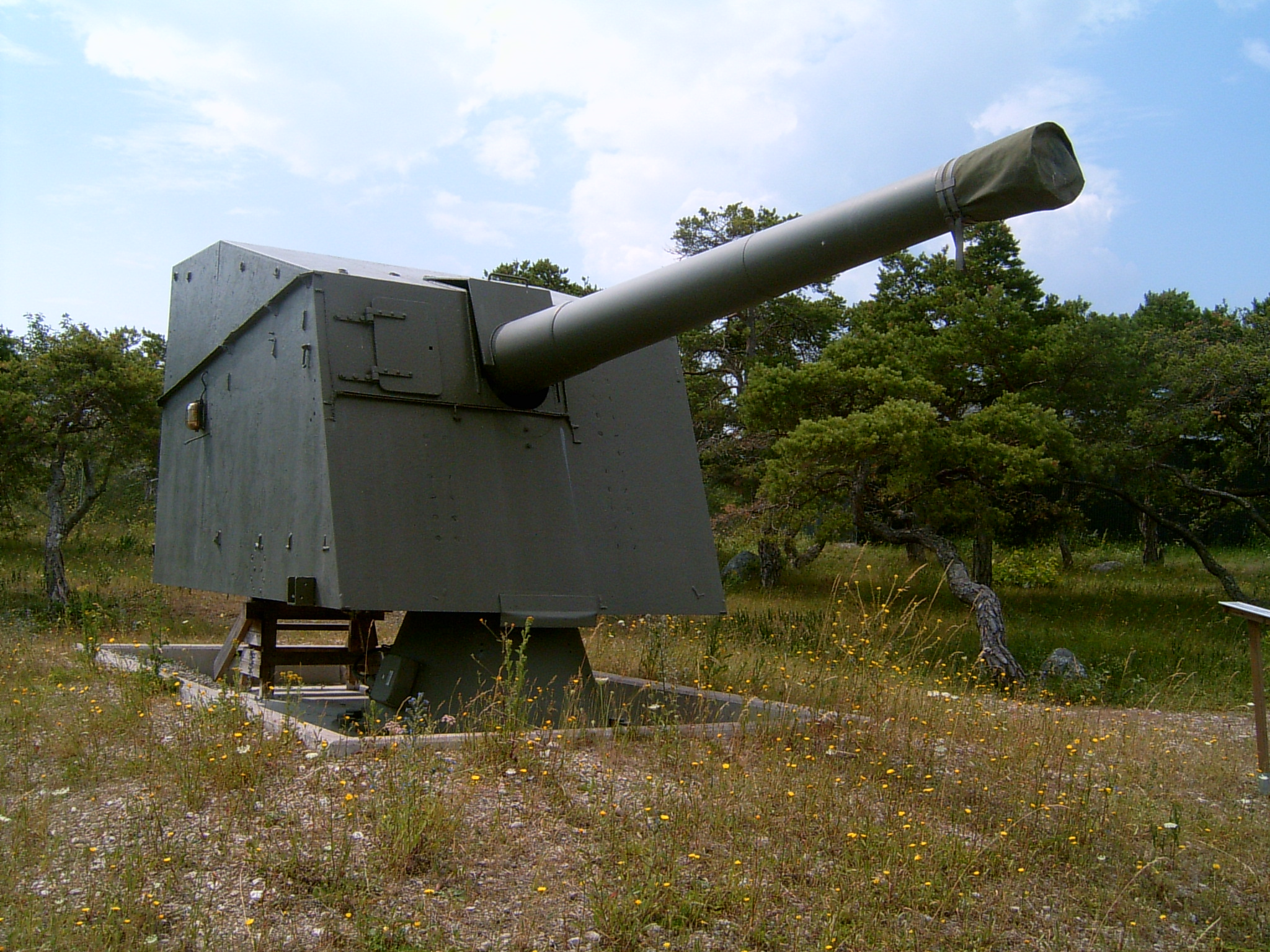
15,2 cm kanon m/98 vid Gotlands kustartilleriregemente (KA 3).

Vid folkräkningen den 31 december 1950 var landskommunens (med 1952 års gränser) förvärvsarbetande befolkning (1 513 personer, varav 1 256 män och 257 kvinnor) uppdelad på följande sätt:
- 513 personer (33,9 procent) jobbade med industri och hantverk, varav 471 män och 42 kvinnor.
- 365 personer (24,1 procent) med jordbruk med binäringar, varav 338 män och 27 kvinnor.
- 364 personer (24,1 procent) med offentliga tjänster m.m., varav 288 män och 76 kvinnor.
- 113 personer (7,5 procent) med samfärdsel, varav 99 män och 14 kvinnor.
- 107 personer (7,1 procent) med handel, varav 58 män och 49 kvinnor.
- 49 personer (3,2 procent) med husligt arbete, varav 1 man och 48 kvinnor.
- 2 personer (0,1 procent) med ospecificerad verksamhet, varav 1 man och 1 kvinna.

56 av förvärvsarbetarna (3,7 procent) hade sin arbetsplats utanför landskommunen.
Den detaljerade fördelningen av yrken för förvärvsarbetarna såg ut på följande sätt:
- 327 personer (21,6 procent) jobbade med övriga inom offentliga tjänster m.m.[7]
- 326 personer (21,5 procent) med jordbruk och boskapsskötsel.
- 271 personer (17,9 procent) med jord- och stenindustri.
- 113 personer (7,5 procent) med samfärdsel.
- 107 personer (7,1 procent) med byggnadsverksamhet.
- 87 personer (5,8 procent) med varuhandel.
- 40 personer (3,2 procent) med husligt arbete.
- 49 personer (3,2 procent) med metallindustri.
- 38 personer (2,5 procent) med fiske.
- 37 personer (2,4 procent) med textil- och sömnadsindustri.
- 23 personer (1,5 procent) med livsmedelsindustri m.m.
- 22 personer (1,5 procent) med undervisning och vetenskaplig verksamhet.
- 20 personer (1,3 procent) med övriga inom handel.
- 15 personer (1,0 procent) med hälso- och sjukvård samt personlig hygien.
- 12 personer (0,8 procent) med läder-, hår- och gummivaruindustri.
- 11 personer (0,7 procent) med träindustri m.m.
- 2 personer (0,1 procent) med el-, gas-, vattenverk m. m.
- 2 personer (0,1 procent) med ospecificerad verksamhet.
- 1 person (0,1 procent) med pappers- och grafisk industri.
- 1 person (0,1 procent) med skogsbruk.

## Befolkningsutveckling
| Befolkningsutvecklingen i Fårösunds landskommun 1955–1965                                        | Befolkningsutvecklingen i Fårösunds landskommun 1955–1965 | Befolkningsutvecklingen i Fårösunds landskommun 1955–1965 | Befolkningsutvecklingen i Fårösunds landskommun 1955–1965 | Befolkningsutvecklingen i Fårösunds landskommun 1955–1965 |
| ------------------------------------------------------------------------------------------------ | --------------------------------------------------------- | --------------------------------------------------------- | --------------------------------------------------------- | --------------------------------------------------------- |
|                                                                                                  |                                                           |                                                           |                                                           |                                                           |
| År                                                                                               |                                                           |                                                           | Folkmängd                                                 |                                                           |
| 1955                                                                                             | 1955                                                      |                                                           | 3 272                                                     |                                                           |
| 1960                                                                                             | 1960                                                      |                                                           | 2 985                                                     |                                                           |
| 1965                                                                                             | 1965                                                      |                                                           | 2 752                                                     |                                                           |
| Anm: Befolkning den 31 december enligt den administrativa indelningen den 1 januari följande år. |                                                           |                                                           |                                                           |                                                           |

## Politik

### Andrakammarval 1952-1968
Siffrorna är avrundade så summan kan vara en annan än 100.
| Parti          | 1952  | 1956  | 1958  | 1960  | 1964  | 1968  |
| -------------- | ----- | ----- | ----- | ----- | ----- | ----- |
| H              | 12,4  | 12,0  | 11,2  | 10,7  | 9,6   | 8,0   |
| C              | 25,4  | 22,9  | 27,0  | 26,0  | *     | *     |
| F              | 14,7  | 17,7  | 13,1  | 9,7   | *     | *     |
| KDS            | *     | *     | *     | *     | *     | 0,2   |
| MP             | *     | *     | *     | *     | 34,6  | 36,1  |
| S              | 47,0  | 45,5  | 48,7  | 51,1  | 55,8  | 55,7  |
| VPK            | 0,6   | 1,9   | *     | 2,6   | *     | *     |
| Giltiga röster | 1 675 | 1 634 | 1 545 | 1 604 | 1 513 | 1 608 |

### Mandatfördelning i valen 1950–66
| 17 | 9 | 5 | 4 |

| 31 |

| 16 | 9 | 5 | 5 |

| 25 | 10 |

| 17 | 9 | 5 | 4 |

| 28 | 7 |

| 18 | 9 | 5 | 3 |

| 28 | 7 |

| 17 | 9 | 6 | 3 |

| 30 | 5 |